# Lobsang Tashi (Ganden tripa)
Lobsang Tashi (1739-1801) was een Tibetaans geestelijke.
Hij was de vierenzestigste Ganden tripa van 1794 tot 1801 en daarmee de hoofdabt van het klooster Ganden en hoogste geestelijke van de gelugtraditie in het Tibetaans boeddhisme.